# Agrarni informacioni centar
Agrarni informacioni centar (AIC) je udruženje građana registrovano 5. septembra 2007. godine u Banja Luci. Organizacija su oformili studenti Poljoprivrednog fakulteta u Banja Luci koji će, zajedno sa asistentima i profesorima, raditi na promociji i unapređenju poljoprivrede u Bosni i Hercegovini.
Primarni cilj NVO Agrarni informacioni centar je integracija svih relevantnih faktora u BiH (vlada, lokalne uprave, univerziteta, zavoda, agencija) u jednu funkcionalnu cijelinu koja će zajedničkim djelovanjem, svaka u okviru svojih aktivnosti, dati doprinos da poljoprivreda dobije značaj koji objektivno i zaslužuje. 

## Misija
Misija organizacije glasi:
Uzajamnim partnerskim odnosom i stalnom saradnjom sa proizvođačima, prerađivačima i potrošačima nastojaćemo da prepoznamo realne potrebe i probleme poljoprivrednih proizvođača i svoje djelovanje prilagodimo ispunjenju njihovih potreba uz uspostavljanje mehanizma koji ce omogućiti poljoprivrednim proizvođačima da na jednom mjestu dobiju adekvatnu uslugu u vidu pruzanja informacija i savjeta vezanih za poljoprivredu, te istovremeno razvijemo visok stepen integracije nauke i prakse u poljoprivredi kroz: 
1. sistemsko unapređivanje partnerstva između lokalne vlasti, institucija obrazovanja,

naučnih ustanova i nevladinih organizacija,
1. sistemsko povezivanje obrazovnih institucija i poljoprivrednih proizvođača
2. kontinuirano informisanje korisnika i
3. inoviranje servisa u skladu sa potrebama korisnika.

## Vizija
Vizija organizacije glasi:
Nevladina organizacija „Agrarni informacioni centar“ će kroz aktivnu ulogu u medijima i kroz razvijanje mehanizma informisanja poljoprivrednih proizvođača raditi na stvaranju preduslova da poljoprivreda dobije položaj koji objektivno i zaslužuje.

Agrarni informacioni centar želi da kroz aktiviranje svih relevantnih faktora u okolini doprinese podizanju i unapređenju poljoprivredne proizvodnje na konkurentan nivo sa poljoprivredama zemalja EU.

## Realizovani projekti
Prvi projekat Agrarnog informacionog centar je bio vezan za kreiranje kvalitetne baze informacija koja bi farmerima omogućila da brzo i jednostavno dođu do informacija iz oblasti poljoprivrede i prehrambene industrije. Na portalu se mogu pronaći informacije iz različitih oblasti poljoprivrede kao što su voćarstvo, stočarstvo, ratarstvu, ljekovito bilje, agrometeorologija, vinogradarstvo, pčelarstvo, fitofarmacija, fitopatologija, poljoprivredna mehanizacija, entomologija itd, a čija dostupnost je od značaja kako za BiH, tako i za poljoprivrednike iz okruženja.
Ti sadržaji su kreirani od strane stručnih saradnika Udruženja i institucija koje su podržale ovaj projekat. Određeni dio tekstova se prikuplja i preko interneta.
Poljoprivrednici na portalu www.aic.ba imaju mogućnosti i da pristupe pregedavanju tekućih vijesti koje se ažuriraju svaki dan, a koje se preuzimaju od novinskih agencija iz zemlje i svijeta, raznih organizacija, kompanija, vladinih institucija itd. U cilju što bržeg predstavljanja vijesti farmerima, informacije se ažuriraju 5 peta dnevno i to u terminima oko 9, 12, 16, 20 i 24 časa. 
Budući da farmeri imaju potrebe i za drugim informacijama, na portalu se obrađuju isto tako i informacije o pristupanju EU, CEFTA sporazumu, poljoprivrednim kreditima, važećim zakonskim aktima, nadolazećim manifestacijama, o vremenskoj prognozi itd.
Cijeli ovaj projekat informisanja farmera u BiH kroz pružanje kvalitetnih stručnih tekstova je podržan i od strane Naučno-nastavnog vijeća Poljoprivrednog fakuleta u Banja Luci.

## Spoljašnje veze
- Zvanična prezentacija Udruženja građana Agrarni informacioni centar AIC